# Edificio IBM
1200 Fifth, anteriormente IBM Building, es un edificio de oficinas de 20 pisos en Metropolitan Tract, parte del centro de Seattle, Washington .  El edificio fue diseñado por Minoru Yamasaki, quien también fue arquitecto de la Torre Rainier en la esquina diagonalmente opuesta, y el World Trade Center en la ciudad de Nueva York.  La construcción del edificio comenzó en mayo de 1963 y se completó en octubre de 1964.  
Nard Jones escribió en 1972 que "Hay una poesía arquitectónica sobre [el edificio] que está en desacuerdo con las interminables burlas a la informatización y el supuesto pragmatismo sobrio del personal de IBM".  La corona del edificio tiene una serie de 191 "aletas" que miden 23 pies (7 m) de altura y rodean los pisos de maquinaria. 
La esquina del complejo en 5th Avenue y University Street fue el sitio del Seattle Ice Arena de 1915 a 1963.